# Jean-Pierre Chouteau
Jean-Pierre Chouteau (10 octobre 1758 - 10 juillet 1849) est un commerçant, négociant et politicien créole de la Louisiane. Il est l'un des premiers colons de Saint-Louis en provenance de la Nouvelle-Orléans. Il devient l'un de ses citoyens les plus prééminents.
Jean-Pierre et son demi-frère Auguste-Pierre Chouteau, connus sous le nom de « barons de rivière », s'adaptent aux nombreux changements politiques qui surviennent dans cette ville lors de sa transition de la Louisiane (Nouvelle-Espagne) à sa formation comme partie intégrante des États-Unis. Ils ne cessent pas de créer des alliances politiques avec de nombreux groupes. Pendant longtemps, ils ont le monopole des droits sur le lucratif commerce de fourrures avec le peuple Osage et ils développent leurs entreprises dans plusieurs domaines de l'économie émergente de l'époque.